# Finał Grand Prix IAAF 2002

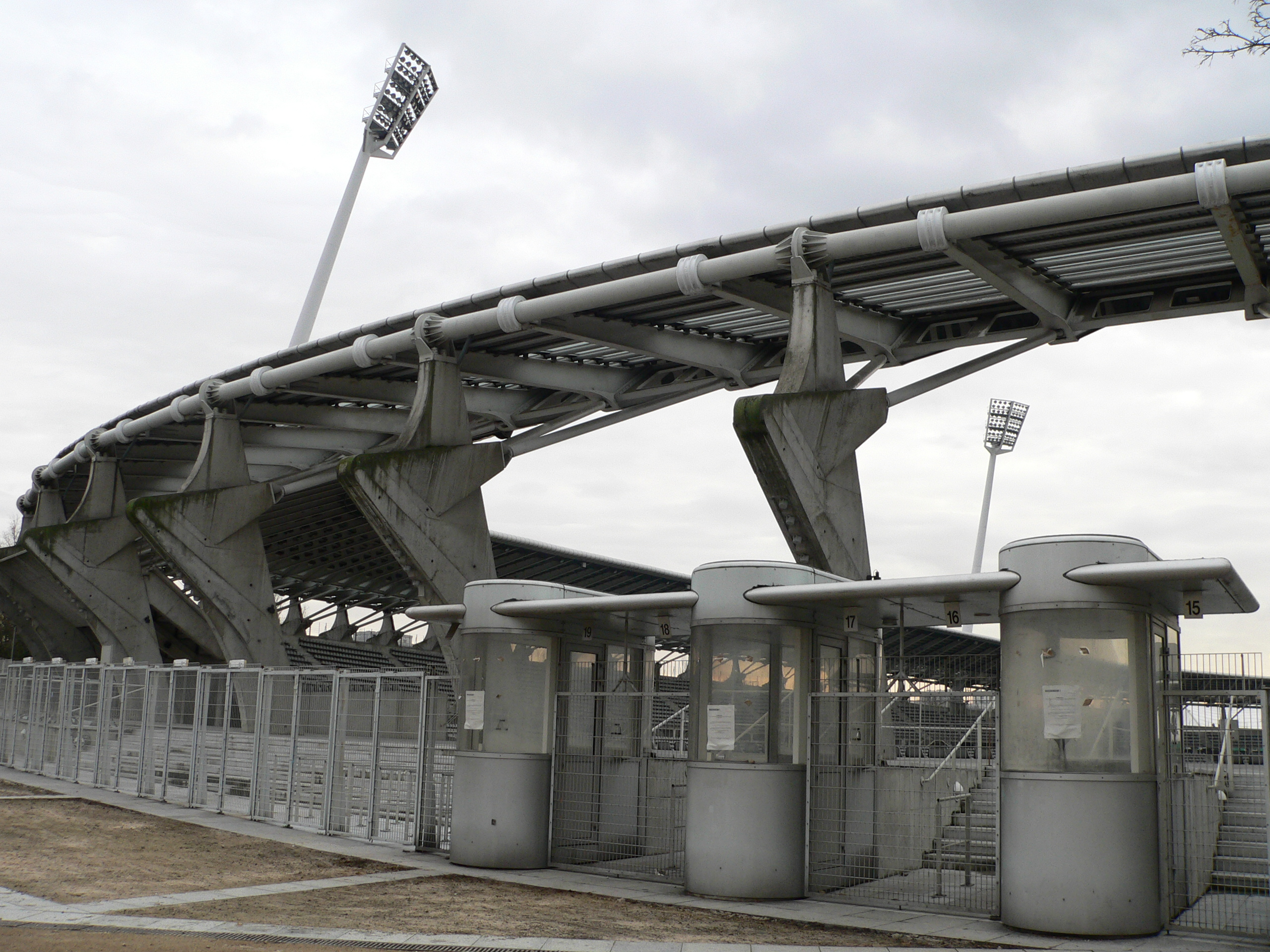
Fasada stadionu w Paryżu

18. Finał Grand Prix IAAF – zawody lekkoatletyczne, które odbyły się 14 września 2002 roku w Paryżu. Areną zmagań sportowców był Stade Sébastien Charléty. Podczas zawodów Tim Montgomery ustanowił wynikiem 9,78 rekord świata w biegu na 100 metrów. Po dyskwalifikacji zawodnika, w 2005 roku, rekord wymazano z tabel. Był to ostatni w historii finał Grand Prix IAAF - od 2003 roku impreza została zastąpiona przez światowy finał lekkoatletyczny.

## Rezultaty

### Mężczyźni
| Konkurencja:       | Złoto:                           | Złoto:   | Srebro:                            | Srebro: | Brąz:                            | Brąz:   |
| ------------------ | -------------------------------- | -------- | ---------------------------------- | ------- | -------------------------------- | ------- |
| 100 m              | Jon Drummond · Stany Zjednoczone | 9.97 SB  | Kim Collins · Saint Kitts i Nevis  | 9.98 NR | Francis Obikwelu · Portugalia    | 10.03   |
| 400 m              | Michael Blackwood · Jamajka      | 44.72    | Gregory Haughton · Jamajka         | 44.87   | Leonard Byrd · Stany Zjednoczone | 44.92   |
| 1500 m             | Hicham El Guerrouj · Maroko      | 3:29.27  | Bernard Lagat · Kenia              | 3:30.54 | Cornelius Chirchir · Kenia       | 3:31.51 |
| 3000 m             | Abraham Chebii · Kenia           | 8:33.42  | Paul Bitok · Kenia                 | 8:34.00 | Mark Bett · Kenia                | 8:34.20 |
| 400 m przez płotki | Félix Sánchez · Dominikana       | 47.62 CR | Stéphane Diagana · Francja         | 47.82   | James Carter · Stany Zjednoczone | 48.12   |
| Trójskok           | Christian Olsson · Szwecja       | 17.48    | Jonathan Edwards · Wielka Brytania | 17.41   | Alexander Martinez · Kuba        | 17.09   |
| Skok wzwyż         | Stefan Holm · Szwecja            | 2.31     | Jarosław Rybakow · Rosja           | 2.28    | Abderahmane Hammad · Algieria    | 2.28    |
| Skok o tyczce      | Jeff Hartwig · Stany Zjednoczone | 5.75     | Aleksandr Awerbuch · Izrael        | 5.75    | Tim Lobinger · Niemcy            | 5.65    |
| Rzut młotem        | Kōji Murofushi · Japonia         | 81.14    | Adrián Annus · Węgry               | 80.03   | Balázs Kiss · Węgry              | 79.74   |
| Pchnięcie kulą     | Adam Nelson · Stany Zjednoczone  | 21.34    | Jurij Biłonoh · Ukraina            | 20.74   | Milan Haborák · Słowacja         | 20.40   |

### Kobiety
| Konkurencja:       | Złoto:                          | Złoto:   | Srebro:                                 | Srebro:  | Brąz:                                  | Brąz:      |
| ------------------ | ------------------------------- | -------- | --------------------------------------- | -------- | -------------------------------------- | ---------- |
| 100 m              | Debbie Ferguson · Bahamy        | 10.97    | Tayna Lawrence · Jamajka                | 10.99    | Chryste Gaines · Stany Zjednoczone     | 11.09      |
| 400 m              | Ana Guevara · Meksyk            | 49.90    | Lorraine Fenton · Jamajka               | 50.47    | Jearl Miles-Clark · Stany Zjednoczone  | 51.48      |
| 1500 m             | Yelena Zadorozhnaya · Rosja     | 4:00.63  | Suzy Favor-Hamilton · Stany Zjednoczone | 4:01.08  | Geraldine Hendricken · Irlandia        | 4:02.08 PB |
| 3000 m             | Gabriela Szabó · Rumunia        | 8:56.29  | Tatjana Tomaszowa · Rosja               | 8:56.34  | Berhane Adere · Etiopia                | 8:56.60    |
| 100 m przez płotki | Gail Devers · Stany Zjednoczone | 12.51 CR | Bridgette Foster · Jamajka              | 12.62    | Anjanette Kirkland · Stany Zjednoczone | 12.62 SB   |
| Skok w dal         | Maurren Maggi · Brazylia        | 7.02 SB  | Tatjana Kotowa · Rosja                  | 6.86     | Tünde Vaszi · Węgry                    | 6.70       |
| Rzut dyskiem       | Natalja Sadowa · Rosja          | 65.79    | Věra Pospíšilová · Czechy               | 64.10 PB | Elina Zwierawa · Białoruś              | 63.28      |
| Rzut oszczepem     | Osleidys Menéndez · Kuba        | 65.69    | Mikaela Ingberg · Finlandia             | 62.34    | Tatjana Szykolenko · Rosja             | 62.25      |

## Klasyfikacja punktowa cyklu Grand Prix 2002

### Mężczyźni
| Pozycja | Zawodnik           | Punkty |
| ------- | ------------------ | ------ |
| 1.      | Hicham El Guerrouj | 116    |
| 2.      | Félix Sánchez      | 116    |
| 3.      | Christian Olsson   | 102    |

### Kobiety
| Pozycja | Zawodniczka  | Punkty |
| ------- | ------------ | ------ |
| 1.      | Marion Jones | 116    |
| 2.      | Gail Devers  | 111    |
| 3.      | Ana Guevara  | 108    |